# Henrik Alexandersson
Per Henrik Juno Alexandersson, även kallad HAX, född 5 augusti 1961 i Härlanda församling i Göteborg, är en svensk journalist, bloggare och liberal samhällsdebattör. Alexandersson är ordförande för det libertarianska/nyliberala nätverket Frihetsfronten och driver flera webbprojekt. Han är verksam som frilansskribent i Stockholm och Berlin. På sin svenska blogg skriver han bland annat om EU-politik, rättssäkerhet och yttrandefrihetsfrågor. Bloggen har bland annat avslöjat att svenska regeringen lånade ut regeringsplanet till Al Gore för hans Sverigebesök, vilket fått uppmärksamhet i traditionell media, och att FRA avlyssnat telekommunikationer i kabel redan innan det blev lagligt, vilket ledde till en JK-anmälan för yttrandefrihetsbrott.
Alexandersson kandiderade för Klassiskt Liberala Partiet i riksdagsvalet 2018. I november 2023 meddelade Medborgerlig Samling att Alexanderson kandiderar för partiet i Europaparlamentsvalet 2024.

## Biografi
Alexandersson har varit kommunpolitiker för Moderaterna i Göteborg. Han har även varit stringer för Göteborgs Handels- och Sjöfartstidning i Sveriges riksdag under tiden den återuppstod som dagstidning 1984-85. Han arbetade under en period vid mitten av 90-talet som kameraman åt porrkungen Carl Serung. Efter att ha bevittnat hur Serung förnedrat flera unga kvinnor som medverkade i filmerna valde Alexandersson att gå ut i media. Bland annat smugglade han ut en film där Serung förnedrar en ung kvinna. Filmen visades i TV4:s samhällsprogram Svart eller vitt och skall enligt Alexandersson ha varit orsak till att Serung tvingades fly från Sverige. Detta beskrivs ingående i SR P3-dokumentären Porrkriget.
I mars 2006 visades Alexanderssons dokumentärfilm Rätten och rättvisan i TV8. Filmen, som tog upp bristande rättssäkerhet och andra missförhållanden i svenska domstolar, byggde bland annat på intervjuer med dåvarande Justitiekanslern (JK) Göran Lambertz och professorn i processrätt Christian Diesen.
Alexandersson var en av de mest pådrivande bland svenska bloggare i motståndet mot FRA-lagen under sommaren 2008. I juli 2008 publicerade han ett hemligstämplat dokument på sin blogg som han menade visade att Försvarets radioanstalt (FRA), i strid mot lagen, spanat via kabel så tidigt som 1996. Dokumentet omfattades enligt FRA av 2 kapitlet 2 § i sekretesslagen och man inkom med en anmälan till Justitiekanslern då detta misstänktes utgöra yttrandefrihetsbrott. Under de följande dagarna tog ett antal bloggare, bland andra Rickard Falkvinge, upp listan på sina bloggar. I ett tidigt skede förekom uppgifter om att det var en annan lista som Alexandersson publicerat, vilken omnämnde 103 i Sverige bosatta personer som omkring år 1996 fått sin telefon- och faxtrafik avlyssnad av FRA, som låg till grund för anmälan.
I maj 2009 meddelade Alexandersson att han blivit medlem i Piratpartiet. Anledningen var bland annat den politik de etablerade partierna förde i frågor kring övervakning och personlig integritet. Efter Europaparlamentsvalet 2009, där Piratpartiet fick ett mandat, meddelades att Alexandersson fått arbete som assistent i Europaparlamentet till Piratpartiets invalde Europaparlamentariker Christian Engström.
Sedan EU-valet 2014 är Alexandersson åter fristående publicist, frilansskribent och samhällsdebattör – nu bosatt i Berlin. Han medverkar även som skribent på 5 juli-stiftelsens blogg, där han skriver om internetfrågor, övervakning och fri- och rättigheter för en internationell publik.
Alexandersson dömdes 2016 till 18 månaders fängelse för skattebrott.